# Ramón Cortázar Urruzola
Ramón Cotázar Urruzola (San Sebastián 1867 - 1945) fue un arquitecto modernista español que dejó un amplio legado arquitectónico en la provincia de Guipúzcoa. 
Fue  pionero en la utilización del hormigón armado para la construcción de edificios en San Sebastián, donde proyectó una amplia serie de edificios.
Distribuidos por  Guipúzcoa desarrolló muchos proyectos como las estaciones del Ferrocarril del Urola o la Casa Cuna de Fraisoro en Cizurquil.
En 1929, en razón a su trayectoria, fue seleccionado entre todos los arquitectos del País Vasco para diseñar el pabellón vasco en la Exposición Iberoamericana de Sevilla.

## Biografía y trayectoria profesional
Nació en San Sebastián donde su padre Antonio  Cortázar fue el arquitecto municipal encargado del derribo de la murallas de San Sebastián y su posterior ensanche.
Inició sus estudios de Arquitectura en la Universidad de Madrid licenciándose  1891.
Ocupó el cargo de arquitecto provincial de la Diputación de Guipúzcoa, que anteriormente había ocupado su padre.
Fue arquitecto de las Cajas de Ahorros guipuzcoanas y asesor de los ayuntamientos de Pasajes, Rentería, Zarauz y Éibar.
Fue pionero en el uso del hormigón armado en San Sebastián, instaló los primeros ascensores, tendidos eléctricos y redes de calefacción en los edificios.
Viajó por Europa con frecuencia y estuvo al tanto de las principales publicaciones francesas, alemanas e italianas sobre la arquitectura de su tiempo.
Su trayectoria le abaló para ser seleccionado entre todos los arquitectos del País Vasco para diseñar el pabellón vasco en la Exposición Iberoamericana de Sevilla, de 1929.

## Obras destacadas
Ramón Cortázar demostró sus conocimiento de las tendencias modernistas del cambio de siglo, tanto en la composición de las fachadas como en los materiales utilizados.
De 1900 es el primer edificio de la manzana del Banco Guipuzcoano (San Sebastián) , proyectado en su conjunto con novedosos sistemas estructurales —perfiles metálicos y hormigón armado— e instalaciones sin precedentes —ascensores, calefacción y agua caliente—, y todo ello con un gran sentido expresivo en una singular manzana donostiarra.

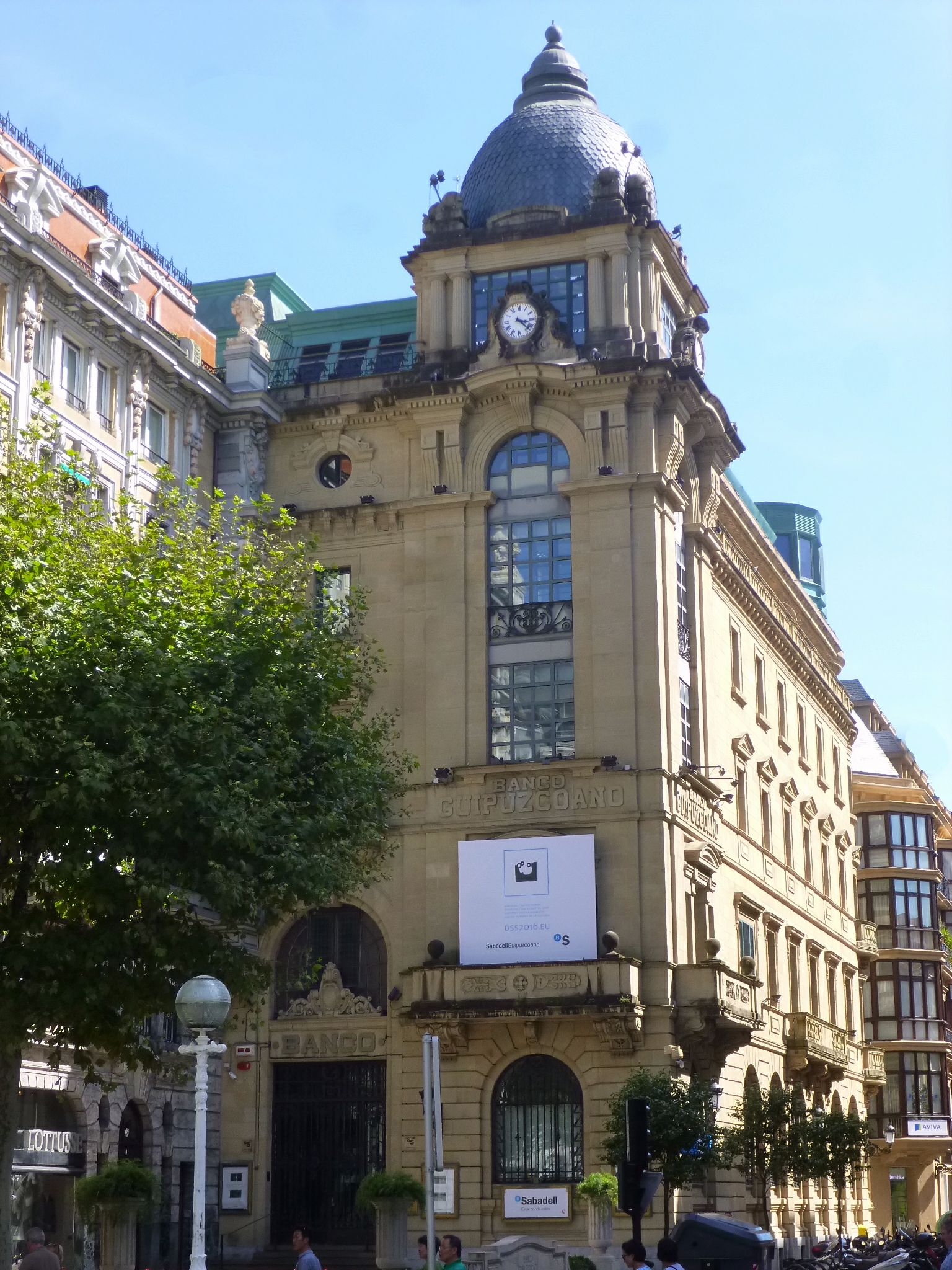
Edificio del Banco Guipuzcoano

Dos contrapuntos a esa abundancia son el  edificio del asilo de niños  San José (San Sebastián) , de 1901,  o la Casa Cuna de Fraisoro (Cizurquil)  de 1904.
Otras manifestaciones arquitectónicas de Cortázar, mucho más entroncadas con el gusto francés y con el refinamiento en el detalle son proyectos  como en la Caseta Real de Baños y el balneario de La perla del Océano de 1910 y 1911, los edificios del paseo de Francia ( San Sebastián) o también las  estaciones del Ferrocarril del Urola.